# Hermenegildo Casas
Hermenegildo Casas Jiménez (Riotinto, Huelva, 10 de agosto de 1892-México D.F., 30 de marzo de 1967) fue un político español. Alcalde de Sevilla en 1931, presidente de la Diputación Provincial de Sevilla y diputado a Cortes por Sevilla y Córdoba, se exilió durante la Guerra Civil y murió en México.

## Biografía
Era hijo de un ingeniero de las Minas de Riotinto, el cual se trasladó con su familia a Sevilla cuando Hermenegildo era niño. Inició el estudio de Medicina en la Universidad de Sevilla, que abandonó a los dos años para dedicarse a negocios comerciales.
Se inició en la política en la capital hispalense a través de la Juventud Republicana y el Partido Republicano Radical, con el que llegó a ser concejal del ayuntamiento sevillano en 1920. Entre 1922 y 1923 fue también teniente de alcalde, hasta su cese tras el golpe de Estado de Primo de Rivera. Paralelamente estuvo vinculado al andalucismo, formando parte del Centro Regional Andaluz entre 1918 y 1923 y colaborando con Blas Infante en la fundación del periódico El Regionalista Andaluz. En 1912 había ingresado en el Ateneo de Sevilla y en 1913 en la masonería en la que tuvo el nombre simbólico de «Echlich».
Posteriormente, Casas Jiménez evolucionó hacia el socialismo, ingresando en el PSOE en 1927, siendo elegido secretario general de la Agrupación Socialista de Sevilla en agosto de 1929. En las elecciones municipales de abril de 1931, Casas Jiménez formó parte de la candidatura de la Conjunción Republicano-Socialista al ayuntamiento de Sevilla, siendo uno de los ocho concejales socialistas elegidos (dentro de los 32 de la Conjunción), por el distrito de Magdalena-San Vicente. Casas Jiménez proclamó la República en el ayuntamiento sevillano y ejerció como alcalde entre el 14 y el 19 de abril; el 20 de abril fue designado presidente de la Diputación Provincial de Sevilla en 1931, ejerciendo este cargo hasta febrero de 1934. Desde la presidencia de la Diputación, fue uno de los impulsores de la Asamblea andalucista de Córdoba de enero de 1933. Por otra parte Casas Jiménez permaneció como concejal de Sevilla hasta 1936.
Fue elegido diputado a Cortes por la capital hispalense en las elecciones a Cortes Constituyentes de junio de 1931, siendo elegido de nuevo en las las de 1933, esta vez por la provincia de Córdoba, en un ejercicio de intercambio entre candidatos de Córdoba y Sevilla, ya que en esta última Casas Jiménez no podía presentarse por ser presidente de la Diputación. Casas Jiménez fue elegido en segunda vuelta, el 3 de diciembre de 1933, al no haber obtenido el 40 % de los votos en la primera.
Sin embargo, Casas Jiménez se situaba en el ala más moderada de su partido, por lo que en febrero de 1934 se dio de baja del partido socialista. Por su parte, el PSOE le expedientó y expulsó al conocerse que había debido su elección a la alianza con los partidarios del presidente Alcalá Zamora, muy influyentes en Córdoba. Por ello, tuvo que abandonar también la presidencia de la Diputación. Tras abandonar el PSOE, pero no su escaño, en mayo de 1934 ingresaba en el partido que acababa de crear Diego Martínez Barrio, el Partido Radical Demócrata, que se fusionaría posteriormente con el Partido Radical Socialista para crear Unión Republicana.
Volvió a ser presidente de la Diputación de Sevilla durante los gobiernos de Portela, con el que colaboró. Tras el triunfo del Frente Popular en las elecciones de febrero de 1936 fue cesado de nuevo.
Se encontraba en Madrid el 18 de julio de 1936, alejado de la política, desplazándose en diciembre a Francia, donde establece su residencia en París. Durante la Guerra Civil fue agente del gobierno republicano en la compra de pertrechos para la contienda. Iniciada la Segunda Guerra Mundial y estando los alemanes a punto de entrar en la capital francesa en 1940 huyó a Marsella, desde donde embarcó a Casablanca. Tras un periodo azaroso en Marruecos volvió a embarcar esta vez en el vapor Quanza en noviembre de 1941 para su exilio de México, país donde residirá de forma definitiva con su familia. Mantuvo contacto con Martínez Barrio, el que sería presidente de la República en el exilio.
Por su trayectoria en la masonería, Casas Jiménez fue condenado por el franquismo en 1943 mediante el Tribunal de Represión de la Masonería y el Comunismo a 30 años de reclusión mayor e inhabilitación absoluta y perpetua.
Falleció en la Ciudad de México el 30 de marzo de 1967.